# Hărmăneștii Noi
Hărmăneștii Noi – wieś w Rumunii, w okręgu Jassy, w gminie Hărmănești. W 2011 roku liczyła 784 mieszkańców.